# Nikolaj Kurnakov

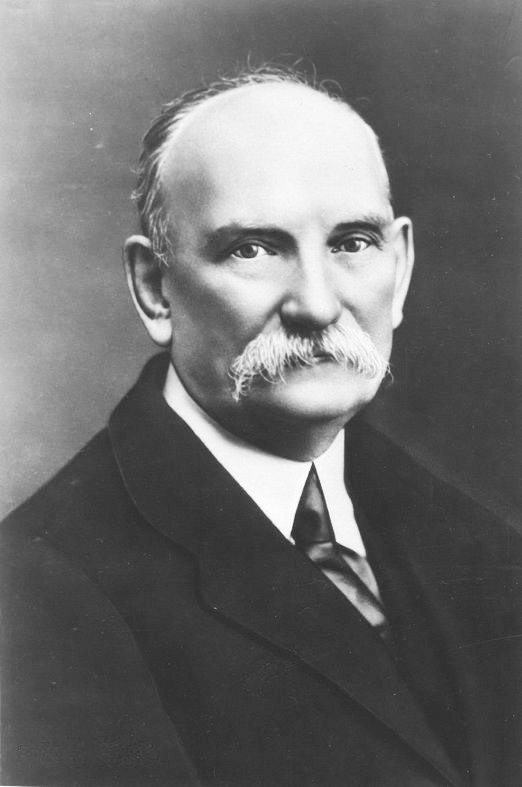
Nikolaj Kurnakov.

Nikolaj Semjonovitj Kurnakov (ryska Никола́й Семёнович Курнако́в), född den 24 november 1860 i Nolinsk, död den 19 mars 1941 i Barvicha, var en rysk metallurg och kemist. 
Han behandlade främst fysikalisk kemi. Han var medlem av Rysslands Vetenskapsakademi och Sovjetunionens Vetenskapsakademi. Han var en produktiv författare som skrev mer än 200 artiklar och vetenskapliga böcker.

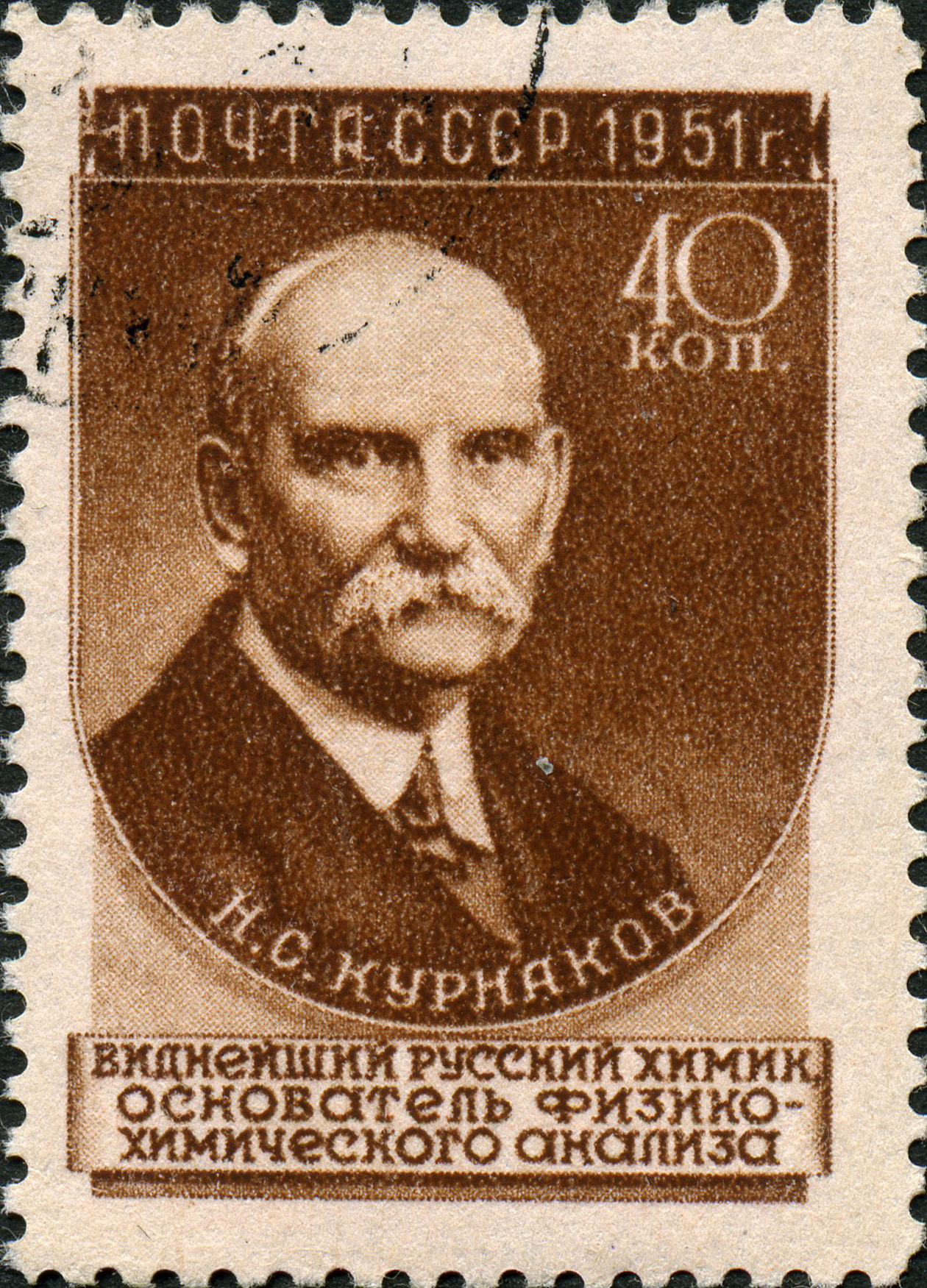
Ett frimärke från Sovjetunionen från 1951 med Nikolaj Kurnakov